# Héberek evangéliuma
A Héberek evangéliuma, más nevein Héberek szerinti evangélium, vagy a Zsidók evangéliuma (ógörögül: τὸ καθ' Ἑβραίους εὐαγγέλιον) egy újszövetségi apokrif irat, egy elveszett zsidókeresztény evangélium, amely ma csak töredékekben és az egyházatyák írásaiban található hivatkozásokban ismert.
Nevét arról kapta, hogy a zsidókból lett korai keresztények között volt elterjedt olvasmány, ezekben a gyülekezetekben használták.
Jeromos szerint a művet a bereai zsidó-keresztények olvasták. Mivel úgy tűnik, hogy több írás is ismert volt a Héberek evangéliuma címmel, nehéz megbizonyosodni arról, hogy ezek közül melyikre hivatkoznak vagy melyikből idéznek az egyházatyák a különféle hivatkozásaiban.

## Keletkezése
Keltezése és szerzője bizonytalan, de a keletkezési idejét a 2. századra teszik, nyelve arám–szír dialektus. 
A művet már Hégészipposz és Antiochiai Ignác is ismerte. A későbbi időkben Alexandriai Szent Kelemen, Órigenész, Kaiszareiai Euszebiosz, Jeruzsálemi Cirill, Sztikometriai Niképhorosz, Szidei Fülöp, Theodorétosz emlékezik meg az írásról. 
Evangéliumukat Máté evangélistáig és Hierapoliszi Papiasz Logionjára vezették vissza.

## Tartalma
A mű valójában egy ortodox tanításokat nyújtó evangélium és az azt követő gnosztikus színezetű írás.
Egyes patrisztikus írók Máté evangéliumának judaizált változataként említették, bár az általuk közölt kivonatok egyike sem mutat kapcsolatot azzal a művel.
A mű nagy része elveszett. A következő töredékek különböző egyházatyák írásainak idézeteiből származnak. Számos forrás alapján a mű nagyon hasonlít Máté evangéliumához. Mivel azonban a „Héberek evangéliuma” kifejezés több írásra is utalhat, nem állítható biztosan, hogy ezek a töredékek mindegyike ugyanabból az eredeti forrásból származik.
A szöveg egyik egyedi jellemzője a Szentlélekre, mint Jézus anyjára való hivatkozás. Egyes kommentátorok úgy vélik, hogy ez az utalás abból ered, hogy a héber „szellem” szó nőnemű. Ezenkívül a Shekinah (Isten „jelenléte”), amely a felhőben, Mózes idejében leszállt a Tabernákulumra, női szó, úgy gondolják, hogy Jahve női aspektusa. Másrészt egyesek azt sugallják, hogy ez a rész Szűz Máriát a Szentlélek megtestesüléseként azonosíthatja. Egy másik lehetőség az, hogy a szövegrész a Szentlélek nőiségének gnosztikus hagyományát tükrözi.
A Héberek evangéliumának egy másik érdekes aspektusa, hogy különös hangsúlyt fektet Jézus megjelenésére Szt Jakab előtt, esetleg rámutatva, mint a jeruzsálemi gyülekezet fejére.
Egyes tudósok abban egyetértenek az egyházatyákkal, akik a kanonikus Máté evangéliumát tartják az első műnek, a Héberek evangéliumát pedig annak „díszítésének” vagy kivonatának. Azonban Jeromos jelentése, aki lefordította a művet görögre és latinra is, bizonyíték arra, hogy ez az evangélium lényegesen különbözik is Máté evangéliumától.

## Magyar nyelvű fordítások
A mű két magyar nyelvű is fordítással rendelkezik:
- Héberek szerint evangélium (ford. Vanyó László) IN: Apokrifek (szerk. Vanyó László), Bp., Szent István Társulat, 1980, ISBN 963-360-110-X, 284–293. o.
- A nazoreusok evangéliuma (ford. Rugási Gyula) IN: Hubai Péter (szerk.): Jézus rejtett szavai, Holnap Kiadó, Budapest, 1990, ISBN 963-345-025-X, 87–99. o.